# QuickDraw GX
QuickDraw GX è una tecnologia nata per sostituire totalmente il motore grafico QuickDraw e il gestore della stampante. La prima versione venne pubblicata nel gennaio 1995, e la versione 1.1.1 venne inclusa nel Macintosh System 7.5 presentato lo stesso anno. Esso includeva una nuova architettura di stampa che rimpiazzava totalmente la precedente e includeva una riorganizzazione dei font che passavano dal formato Type 1 font al formato TrueType. 
Sebbene le motivazioni di questa modifica sostanziali sono tecnicamente comprensibili molti utenti non volevano abbandonare la loro collezione di font e anche molti sviluppatori erano contrari all'abbandono della vecchia via dato che le applicazioni non erano compatibili e il loro adattamento sarebbe stato un processo molto costoso. 
In sostanza la nuova tecnologia introduceva molte incompatibilità che disturbavano l'utente e non sembravano apportare vantaggi sostanziali.
Apple non riuscì a comunicare correttamente i vantaggi della tecnologia QuickDraw GX e alla fine fu costretta a eliminarla. Il motore di stampa venne eliminato dalla versione 8 del Mac OS mentre il motore grafico sopravvisse più a lungo sotto forma di estensione del sistema operativo chiamata "GXGraphics". QuickDraw GX venne totalmente eliminato con passaggio a macOS che introduceva un innovativo motore grafico basato sul formato PDF.